# ¡¡Que corra la voz!!
¡¡Que corra la voz!! (2002) es el quinto álbum del grupo español Ska-P. La estética y título del disco se asemejan a una octavilla en la que, como es habitual en el grupo, se denuncian las injusticias de la sociedad de principios del siglo XXI. En la portada, el Gato López porta un megáfono con el que conseguir que se corra la voz.
Aunque algunos de los temas tratados en este disco ya eran habituales en los anteriores, aparecen otros nuevos como son la pena de muerte (especialmente en los Estados Unidos), los estafadores, los niños soldado, la intifada palestina, el abandono a los animales o la muerte de Carlo Giuliani en defensa de la antiglobalización. Además, con la canción "Consumo gusto", cambian la tónica de preocuparse solamente de la "clase social baja" y se acerca más a la cruda realidad de la "clase social media"; hablando del endeudamiento y las ganancias para los "Que están por arriba" (refiriéndose a los empresarios plutócratas). Las canciones "Esquirol" y "Consumo gusto", tienen algunos ritmos de vallenato, y también utilizan acordeón en su forma original.

## Lista de canciones[1]
| N.º | Título                 | Duración |  |
| 1.  | «Estampida»            | 3:23     |  |
| 2.  | «Consumo gusto»        | 3:58     |  |
| 3.  | «Welcome to Hell»      | 4:11     |  |
| 4.  | «Casposos»             | 4:59     |  |
| 5.  | «Niño soldado»         | 3:42     |  |
| 6.  | «Intifada»             | 3:35     |  |
| 7.  | «McDollar»             | 3:58     |  |
| 8.  | «Solamente por pensar» | 3:22     |  |
| 9.  | «Insensibilidad»       | 4:36     |  |
| 10. | «Esquirol»             | 3:38     |  |
| 11. | «El olvidado»          | 3:29     |  |
| 12. | «Mis colegas»          | 4:11     |  |

## Personal
(Adaptado según el arte del disco)
Ska-P
- Roberto Gañan Ojea (Pulpul) - voz solista, guitarra y coros
- Alberto Javier Amado (Kogote) - teclado
- Julio César Sánchez (Julio) - bajo
- José Miguel Redin (Joxemi) - guitarra solista y coros
- Ricardo Delgado (Pipi) - segunda voz y coros
- Luis Miguel García (Luismi) - batería

Músicos adicionales
- Kandi - acordeón ("Esquirol", "Consumo gusto", "Casposos")
- Parxi Larralde - chirula ("Esquirol")
- Gianny Salazar - trombón
- Marc Sumo - saxo
- Alberto Pérez - trompeta